# Floyd: Es gibt noch Helden
Floyd: Es gibt noch Helden (englischer Originaltitel The Feeble Files) ist ein Point-and-Click-Adventure des britischen Entwicklers Adventure Soft. Der Spieler steuert den Außerirdischen Floyd durch eine Welt voller satirischer Anlehnungen an Science-Fiction-Romane und -Filme. Veröffentlicht wurde es 1997 für Microsoft Windows, einige Jahre später folgten Portierungen für Mac OS und Commodore Amiga.

## Handlung
Floyd ist ein kleiner Angestellter im Ministerium für Galaktische Unsicherheit des „Konzerns“, eines Hybriden aus Regierung und Firma auf seinem Heimatplaneten. Sein Job ist es, Kornkreise auf unterentwickelten Planeten zu erzeugen, so auch auf der Erde. Nach Erledigung seiner dortigen Aufgabe kollidiert sein Raumschiff kurz nach dem Start mit der irdischen Raumsonde „Voyager 2“, was eine Kettenreaktion von Ereignissen auslöst, die schließlich zu Floyds Inhaftierung durch den Konzern führen. In einem Umerziehungslager auf einem Gefängnisraumschiff schließt er sich einer Untergrundbewegung an, deren Ziel der Sturz der diktatorischen Regierung des Konzerns ist.
In der Gesellschaft in der Floyd lebt, ist der sogenannte „Konzern“ Arbeitgeber, Regierung, Polizei und Militär zugleich. Oberstes Führungsorgan ist das sogenannte „Omnibrain“. Der Konzern unterdrückt seine Bürger bzw. setzt diese unter Drogen. Rebellisches Verhalten wird hart bestraft. Floyd selber bezeichnet den Konzern treffend als Stasi. Das dargestellte System orientiert sich auch an den Romanen „1984“ von George Orwell und „Schöne neue Welt“ von Aldous Huxley.

## Spielprinzip und Technik
The Feeble Files ist ein 2,5D-Point-and-Click-Adventure. Aus Polygonen zusammengesetzte, dreidimensionale Figuren agieren vor ebenfalls dreidimensionalen, vorgerenderten Kulissen. Der Spieler steuert die Spielfigur mit der Maus durch die Spielwelt. Mit den Maustasten kann er Aktionen einleiten, die den jeweiligen Spielcharakter mit seiner Umwelt interagieren lassen. Er kann so Gegenstände finden, sie auf die Umgebung oder andere Gegenstände anwenden und mit NPCs kommunizieren. Dialoge werden durch eine Single-Choice-Auswahl vom Spiel vorgegebener, in die Situation passender Themen gesteuert. Mit fortschreitendem Handlungsverlauf werden weitere Orte freigeschaltet. Die Kamera zeigt das Geschehen aus einer teilvariablen Perspektive. Sie hat zunächst eine feste Position inne. Bewegt sich der Spieler ein Stück weit aus dem Bild, fährt die Kamera mit und fokussiert ihn erneut. Verlässt der Spieler den aktuellen Aufenthaltsraum, wird die Kamera in den neuen Raum transferiert und nimmt dort wiederum eine feste Position ein.

## Produktionsnotizen
Ausgangsbasis für die Konzeptionierung und Erstellung von Floyd war, dass die Adventure-Soft-Autoren nach den Erfolgstiteln Simon the Sorcerer und Simon the Sorcerer 2 eine Schreibblockade befürchteten und deshalb eine Pause von der Weiterentwicklung der Fantasy-Spieleserie einlegten. Laut Simon Woodruffe waren TV-Serien wie Doctor Who, Red Dwarf, Star Trek und Blake's 7 Inspirationsquellen für sein Skript. Das Spiel wurde mit der von Adventure Soft entwickelten AGOS-Engine erstellt, die auch für Simon the Sorcerer zum Einsatz kam. Floyd wird in der deutschen Version von Tobias Meister gesprochen, Regina Lemnitz übernimmt die Rolle der Dolores. 2001 veröffentlichte Epic Interactive eine Portierung für Mac-OS-Rechner.
Auf modernen Computern kann das Spiel mittels ScummVM gespielt werden. Das Spiel ist seit 2008 auf der digitalen Plattform Gog.com und seit Juni 2021 auf Steam in mehreren Sprachen erhältlich.

## Rezeption
Aus 4 aggregierten Wertungen erzielt Floyd auf GameRankings einen Score von 65. Der deutsche PC Joker hob den Humor des Spiels als größte Stärke hervor. Weiterhin gelobt wurden Gameplay, Steuerung und die deutsche Synchronisation. Das IGN-Magazin stellte die ungewöhnliche Mischung aus der Darstellung eines totalitären Systems und teils schwarzem Humor heraus. Rezensent Chris Bidwell lobte die Story des Spiels, kritisierte aber die Grafik (Die FMV-Filmchen sind ein Schandfleck.), die Soundqualität und das „frustrierende“ Gameplay. Das Fachmagazin Adventure Gamers ordnete Floyd: Es gibt noch Helden 2011 in seiner Liste Top 100 All-Time Adventure Games auf Platz 91 ein.